# Ectobius lucidus
Ectobius lucidus är en kackerlacksart som först beskrevs av Hagenbach 1822.  Ectobius lucidus ingår i släktet Ectobius och familjen småkackerlackor.

## Underarter
Arten delas in i följande underarter:
- E. l. brunneri
- E. l. lucidus